# 獣の戯れ
『獣の戯れ』（けもののたわむれ）は、三島由紀夫の長編小説。全5章から成る。3人の男女の間に生まれた奇妙な愛と、その共同生活と終局への決断が、西伊豆の村の豊かな自然や花を背景に高雅なタッチで描かれた物語。扇情的なタイトルとは裏腹に、静寂的な作品となっている。1961年（昭和36年）、週刊誌『週刊新潮』6月12日号から9月4日号に連載され（挿絵：東山魁夷）、同年9月30日に新潮社より単行本刊行された。文庫版は1966年（昭和41年）7月10日に新潮文庫より刊行された。翻訳版は、イタリア（伊題：Trastulli d’ animali）、イギリス　(英題：The Frolic of the Beasts)、中国（中題：獣之戯）などで行われている。1964年（昭和39年）5月23日に若尾文子の主演で映画化されている。
静岡県賀茂郡賀茂村（現・西伊豆町）の黄金崎公園には1973年（昭和48年）6月10日に建立された『獣の戯れ』の文学碑があり、沼津港から定期船に乗り黄金崎の断崖の下を通過する際に見た景観を描写した作中の一節が刻まれている。揮毫は平岡梓。

## あらすじ
2年の刑期を終え、幸二は草門優子の待つ西伊豆へ船でやって来た。2年前、大学生だった幸二は、草門逸平・優子夫婦の営む銀座の西洋陶磁店でアルバイトをしていた。幸二と同大学の独文科出身の逸平は家業の店を経営する一方、訳書や評論などを書いたこともある知的ディレッタントで、また退廃した遊び人でもあった。
何もかも恵まれた末に腐敗した逸平は、全くやきもちを示さない妻・優子への腹いせにヒステリックに浮気を重ねていることを幸二に語った。血気さかんな幸二は優子へ恋心を寄せた。実は優子は興信所に調べさせ、夫の浮気を全て知っていて苦しんでいたが、このことだけは主人に言わないでほしいと幸二に頼んだ。
優子と逸平の煮え切らない関係に苛立ちを覚えた幸二は、逸平が愛人と密会しているアパートへ優子を連れて行った。幸二は優子と待ち合わせた場所に落ちていたスパナを上着の内ポケットに入れていた。逸平が待ち望んでいた優子の嫉妬の行動にもかかわらず、彼の斜にかまえた冷静な態度に幸二は失望した。そして、慟哭して夫にすがろうとする優子に冷たく平手打ちをした逸平に向かって、幸二はその頭をスパナで殴打した。
それ以来、逸平は失語症と右半身麻痺の身体になり、幸二は傷害罪で服役していたのだった。その間、優子は銀座の店をたたみ、知り合いの園芸会社の伝手で、西伊豆の伊呂村（安良里）に、花の温室を建てて草門園芸を営み始めた。そして、出所し身寄りのない幸二を引き取り、そこで3人の暮らしが始まった。
逸平は言葉が不自由になっただけでなく人格も変ったようになり、諦観したかのような微笑を常にしていた。自然に囲まれ、充実した仕事ぶりの幸二だったが、しだいに叶えられない優子への愛に満たされぬ思いを抱いた。幸二は、村に帰省した喜美という浜松の楽器工場で働いている娘を抱いた。喜美の父親は草門園芸で園丁をしている使用人の定次郎だったが、幸二は定次郎から、喜美が家出をした理由を聞かされ驚愕した。定次郎は娘を強姦したのだった。
町に帰る喜美が幸二に挨拶に来たときに、優子が示した嫉妬のような態度に幸二は喜び、その夜、自分の寝床近くにやって来た優子を抱こうとした。優子は主人がやって来ると言い、むしろ逸平の目にさらされることを望んでいたが、幸二は断固としてそれを拒んだ。逸平がゆっくり階段を上って来た。そして隣の客間で優子に、明日からここで寝たいと言った。後日、幸二は散歩の折に、自分たちを支配している達観したような空っぽな逸平に、あんたは何を望んでいるのか、と詰問した。逸平は、「死。…死にたい」と言った。
幸二と優子が逸平を絞殺する事件の数日前、3人は港の向う岸へ出かけ、仲良く一緒に写真を撮った。その写真は日頃、彼らと親交のあった泰泉寺の住職の覚仁和尚に預けられていた。幸二と優子が自首する前も2人は住職に、どうか3人の墓を並べて建ててほしいと懇願して行った。幸二は死刑が確定し、その約1年半後に刑死した。
逸平の墓の左隣りに優子の寿蔵、そのさらに左隣りに幸二の墓が建てられた。その墓の写真を見た無期懲役の優子は、面会に来た住職の使いの民俗学者に、「本当に私たち、仲が好かったんでございますよ。私たち3人とも、大の仲良しでした。和尚さんだけが御存知でした」と言った。

## 登場人物
幸二
2年間は快活で激しやすい21歳の青年。親も兄弟も親戚もなく、親の遺産で大学に通っていた。草門逸平の経営する銀座の西洋陶器の店でアルバイトをし、草門夫婦と知り合う。
草門逸平
大学の独文科を卒業後、私大の講師を務めたりしたのち、親の遺業をついで銀座の西洋陶器の店を経営していた。芸術愛好家で、ホーフマンスタールやシュテファン・ゲオルゲの訳書や評論本を出したこともある。痩せた白い腕。イタリア製の絹のシャツとネクタイを身につけていた伊達者。2年間の40歳の時、幸二に殴打されて右半身麻痺の失語症となる。
草門優子
逸平の妻。丸顔で大まかな花やかな顔立ち。大きな潤んだ目、豊かな頬。唇だけが薄い。幸二が起こした事件後、銀座の店をたたみ、西伊豆の伊呂村で園芸を営む。
町子
逸平の愛人だった女。逸平は毎週火曜日の夕方に町子のアパートを訪れていた。
定次郎
草門園芸で雇っている園丁。老いた元漁夫。日に灼けた古い鎧のような堅固な顔。白髪の丸刈り頭。若者のような機敏な物腰。妻はすでに死別。
喜美
定次郎の娘。父親に強姦され家を出て、浜松の帝国楽器で女工をしている。美しい上、それを鼻にかけているので、村の娘たちや地道な人たちから鼻つまみにされている。小柄だが、村の娘の中で最も乳房が大きい。工場で自分がその一部を手がけた新品のウクレレを肌身離さず持っている。
松吉
漁夫。愚鈍な若者。喜美の幼馴染。肩幅が広く、胸の筋肉が夏の雲のように隆起している。
清
航空自衛隊の整備員。明るい丸顔。喜美の幼馴染。松吉と喜美を争っている。真面目な抒情的な青年。松吉と清は、伊呂村にただ一軒の酒場「海燕」の常連で、喜美を巡って争っている。
覚仁和尚
泰泉寺の住職。血色のいい、笑窪のできる頬の丸顔。気持のよい小さな細い目。逸平夫婦と幸二から苦悩の匂いを嗅ぎとる。優子から金を託され、寺に逸平と優子と幸二の墓を並んで建てた。
私
高校教師で、民俗学研究者。夏休みに西伊豆に採訪の旅に出て、泰泉寺の覚仁和尚から、逸平夫婦と幸二の事件の話を聞いて、栃木刑務所にいる優子に面会に行く。

## 作品成立・背景
新潮社から書き下ろし小説を依頼された三島由紀夫は、〈前からの私のオブセッションともいふべき、「夏」と「海」〉を求めて、急遽1960年（昭和35年）夏に取材旅行に出たが、これは書き下ろしを書く期間が1961年（昭和36年）春と決まっていたためであった。場所としては、新潮社の編集担当者・菅原国隆から家族で夏旅行したという静岡県賀茂郡（現・西伊豆町）の小漁港の安良里を勧められ、「宝来屋」という宿に泊まることになった。
そこでは毎日ノートを持ちながら各所を綿密に取材したが、まだプロットが決まらず、11月から外国に出かけ、そこで具体的な構想が浮かんだとして以下のように語っている。
三島は、〈カラヤンの棒は音楽をはつきり目に見せる〉として、〈私はあんなに官能的なベートーベンを聞いたことがない〉と評しつつ、「レオノーレ第三番」の〈暗い世界苦の潮の中から壮麗な官能的な歓喜が徐々にわき起こる〉音楽に魅せられたとしている。
なお、当初は小説前半のクライマックスを第3章にし、そこでアクセントをつけてから、間奏曲の第4章に入り、第5章から再び〈漸層的に進んでカタストローフにいたる〉プランで、〈殺人〉の場面も直叙するつもりであったが、終章で間接的に語らせることに変えたとし、それが〈唯一の、また、重要な変更〉だと述べている。
ちなみに、挿絵を依頼された東山魁夷は、『獣の戯れ』の原稿のコピーを読んでから、西伊豆の安良里に行き、再び丹念に原稿を読んだという。東山はその感想を次のように述べている。
東山は、無名の学生時代にアルバイトで挿絵を描いたことはあったものの、画家として自立してからは初めての挿絵であったという。

## 文壇の反響
同時代評としては、当時行われていた「純文学論争」に絡めて、正統な純文学作品として肯定的な評価がなされている。
佐伯彰一は、「愛」を描いた本格的文学と評し、村松剛も、「純文学」とはいえない松本清張などの推理小説的作品に対抗しうる文学作品として『獣の戯れ』を高く評価している。三輪秀彦は、新しいロマン（小説）と評し、田中澄江も、壮絶な調べが奏でられた作品と述べている。奥野健男は、中編をあまりに緊密な見事な文体で描いているために、逆に、全体の感銘を味わう余裕が失われてしまったという見方もしている。

## 作品評価・研究
『獣の戯れ』は、三島文学の中ではあまり目立たないが、総体的に文学的評価が高い作品で、能や伝説との関連で論究されることが多い。荻久保泰幸は、「無気力と頽廃、孤立と不毛の愛が支配する現代を超克するもの」として、三島が「古代の愛と死の世界をイメージし、その世界にある人を〈獣〉にたとえて」作品を描いていると解説している。
田中美代子は、音楽や絵画を解説しても結局は無意味であるように、この作品も、読者はただ「文体の魅力」を味わうのがよいとし、この小説は「おせっかいな解説屋などが、ストーリーの要約や、もっともらしい思想の説明でお茶を濁すことができないようにちゃんと仕組まれている」と述べている。そして『獣の戯れ』の不可解性は、三島自身が「理解不可能な謎に苦しめられている」ことの、そのままの表現でもあり、登場人物たちの死への行動には合理的な解釈や説明の余地はなく、彼らは「死によって愛の共同体」を作り上げていると解説し、「根源の生命の秘密――死への願望」という沈黙によって連帯を回復し、「この理解のために言葉を失った人間たち」を、作者・三島は「獣」という「清潔な比喩」で呼んでいると考察している。
そして田中は、『獣の戯れ』を「近代的な意味のいわゆる〈小説〉とかけはなれてみえる」とし、「行詰りにきた近代小説の弊害」を越えた「物語」と捉えながら、登場人物の顔の描写に「能の痕跡」を指摘し、以下のように解説している。
小西甚一は、序章の墓を、「幽霊能の定型に当たる道具だて」と指摘し、能の『求塚』を現代化した巧みなパロディになっていると考察しつつ、幽霊能の定型である旅僧で始まる「序」の部分が『獣の戯れ』では「終章」となり〈私〉（民族学者）の語りで始まるとし、「まさしく『諸国一見の僧』の現代化」だとして以下のように説明している。
村松剛は、小西の見解を支持し敷衍しながら、『求塚』では死後として描かれる「火宅の住みか」が、『獣の戯れ』のおいては「奇態な共同生活」として表現され、「耐えがたい暑さ」の強調に「火宅」が暗示されているとし、「行動者が自意識と刺しちがえることによって、三人の愛は完成される」と解説している。
佐藤秀明は、「嫉妬も憎悪も愛情のもつれもなく、いわばそういう物語的な感情がすべて脱色されたところに、人間の奇怪な安らかさが描かれる」と解説し、「通俗小説的なアイテムが一つひとつ言い換えられてしまうところ」に、『獣の戯れ』の静かな魅力があると評している。
松田ひとみは、『獣の戯れ』が書かれた昭和30年代半ばの週刊誌ブームや純文学論争などの文化状況を鑑みながら、『獣の戯れ』では、「日常生活の空虚感のために既製の観念的異世界に逃れようとする人間」が描かれているとして、その主題が『美しい星』や『豊饒の海』に繋がっていくと論考している。

## 映画化
『獣の戯れ』（大映） 1964年（昭和39年）5月23日封切。モノクロ 1時間34分。

### スタッフ
- 監督：富本壮吉
- 脚本：舟橋和郎
- 撮影：宗川信夫
- 音楽：入野義朗
- 美術：間野重雄
- 照明：安田繁
- 企画：藤井浩明

### キャスト
- 草門優子：若尾文子
- 草門逸平：河津清三郎
- 梅宮幸二：伊藤孝雄
- 寛仁和尚：三島雅夫
- 定次郎：星ひかる
- 木部教誨師：加藤嘉
- 喜美：紺野ユカ
- 町子：十和田翠
- 松吉：工藤堅太郎
- 清：井上大吾
- 三郎：三夏伸
- 病院の医師：中条静夫
- 刑務所所長：早川雄三
- 秀子：目黒幸子

## おもな刊行本
- 『獣の戯れ』（新潮社、1961年9月30日） NCID BN15662660
  - 装幀：東山魁夷（見返し・扉）。紙装。青銀色帯。207頁
  - 本文中、挿絵7葉（東山魁夷）。
  - ※ 1964年（昭和39年）5月30日発行の2刷でカバーを薄クリーム色に改装。赤色帯。
- 文庫版『獣の戯れ』（新潮文庫、1966年7月10日。改版1988年12月25日） 
  - 白色帯。解説：田中美代子
- 新装版『獣の戯れ』（新潮社、1971年6月20日） 
  - 装幀：横山明、依岡昭二。布装。
  - 帯（表）に著者肖像写真。帯（裏）に田中美代子による作品評「ロマン主義者は悪党か」。

### 全集収録
- 『三島由紀夫全集13巻（小説XIII）』（新潮社、1973年10月25日）
  - 装幀：杉山寧。四六判。背革紙継ぎ装。貼函。
  - 月報：斎藤直一「『宴のあと』訴訟事件を想い三島君を偲ぶ」。《評伝・三島由紀夫 6》佐伯彰一「二つの遺作（その5）」。《同時代評から 6》虫明亜呂無「『宴のあと』『憂国』をめぐって」
  - 収録作品：「宴のあと」「憂国」「獣の戯れ」「苺」「帽子の花」「魔法瓶」「月」「葡萄パン」「真珠」「雨のなかの噴水」「切符」
  - ※ 同一内容で豪華限定版（装幀：杉山寧。総革装。天金。緑革貼函。段ボール夫婦外函。A5変型版。本文2色刷）が1,000部あり。
- 『決定版 三島由紀夫全集8巻 長編8』（新潮社、2001年7月10日）
  - 装幀：新潮社装幀室。装画：柄澤齊。四六判。貼函。布クロス装。丸背。箔押し2色。
  - 月報： 吉村昭「『金閣寺』という傑作」。芥川瑠璃子「鮮やかに蘇るあの頃」。［小説の創り方8］田中美代子「廃された王位」
  - 収録作品：「宴のあと」「お嬢さん」「獣の戯れ」「『宴のあと』創作ノート」「『獣の戯れ』創作ノート」